# 井紋直口非鯽
井紋直口非鯽，為輻鰭魚綱鱸形目隆頭魚亞目慈鯛科的其中一種，被IUCN列為極危保育類動物，分布於非洲坦尚尼亞Malagarasi流域，體長可達8.6公分，棲息在水流快速的溪流，以藻類為食，生活習性不明。

## 擴展閱讀
維基物種上的相關：井紋直口非鯽